# Tresorit
A Tresorit titkosítással működő, felhőalapú fájlmegosztó-és kollaborációs szolgáltatás, amely magas szintű biztonságot kínál partnereinek a fájlok kezelésére, tárolására, szinkronizálására és továbbítására.
Több mint tízezer vállalkozás - kisebb, közepes vállalkozások és nagyvállalatok - használja a Tresoritot, hogy védje a bizalmas adatait és biztonságosan ossza meg azokat csapatokon belül vagy ügyfelekkel és partnerekkel.
A Tresorit technológiája egyesíti magában az iparágvezető végpontok közötti titkosítást, az adatok feletti granuláris kontrollt, biztosítófunkciókat és a munkafolyamatokba való akadálytalan integrációt.
A vállalat 2018-ban 11,5 millió eurós befektetési kört zárt le, és a Financial Times 2020-as FT1000-es listáján Európa ötödik leggyorsabban növekvő kiberbiztonsági vállalataként szerepel.
A Tresoritnak Zürichben (Svájc); Münchenben (Németország); és Budapesten (Magyarország) vannak irodái, ez utóbbi több mint 100 alkalmazottat foglalkoztat.

## Történet
A Tresorit a BME IT biztonsági kutatóműhelyéből, a CrySyS Adat- és Rendszerbiztonság Laboratóriumból indult. 2011-ben több éves tudományos kutatómunka után Lám István (ügyvezető igazgató) diáktársával, Szebeni Szilveszterrel (informatikai igazgató) alapította meg a Tresoritot, hozzájuk csatlakozott a harmadik alapító, Szilágyi György (termékfejlesztési igazgató). Az elkövetkező években Skaliczki Andrea pénzügyi igazgatóként, Hartung István technológiai igazgatóként és Arno van Züren értékesítési igazgatóként csatlakozott. A vállalat 2014-ben hivatalosan is elindította kliensoldali titkosított felhőalapú tárolási szolgáltatását.
2015 augusztusában a Wuala (a LaCie és a Seagate tulajdonában), a biztonságos felhőalapú tárolás úttörője bejelentette, hogy 7 év után leállítja szolgáltatását, és a Tresoritot ajánlotta felhasználóinak biztonságos felhőalapú alternatívaként.
2016 végén a Tresorit elindította a ZeroKit szoftverfejlesztő készlet (SDK) béta verzióját, majd 2017 januárjában az Apple CareKit nevű SDK-projektje bejelentette, hogy a CareKit-et használó mobilalkalmazás-fejlesztők számára lehetőség nyílik a ZeroKit integrálására, ami lehetővé teszi az orvosi és egészségügyi alkalmazások számára a végpontok közötti titkolsítással történő információ megosztást és biztonságos felhasználói hitelesítést.
2017-ben a Tresorit szabadalmaztatta titkosítási technológiáját az Egyesült Államokban, majd a LogMeIn társalapítója, Anka Márton befektetőként és tanácsadóként csatlakozott a Tresorithoz. A cég ebben az évben tette közzé első átláthatósági riportját is.
2018-ban a Tresorit megkapta az ISO 27001 tanúsítványt, amely még inkább bizonyítja a cég információbiztonság iránti elkötelezettségét. Az év későbbi részében a Tresorit 11,5 millió kockázati tőkét vont be nemzetközi befektetőkől.
2019-ben a Tresorit elérte a 100 fős létszámot, és e-mail-ellenőrzéssel és részletes felhasználói riportokkal bővítette a szolgáltatás adatok feletti kontroll funkcióit.
2020-ban a Tresorit csatlakozott a COVID-19 elleni küzdelemhez a közoktatási és egészségügyi intézmények számára a távmunkamegoldásokhoz való ingyenes hozzáféréssel.  Az internet biztonságosabbá tétele érdekében végzett munkájának eredményeként a Tresorit elnyerte a 2020-as Gartner Peer Insights Customers' Choice for Content Collaboration Tools (Tartalom-kollaborációs eszközök) címet.
Az eddigi 2021-es évben a Tresorit bevezette újtermékét, a Tresorit Content Shieldet. Ennek részeként a Tresorit számos új funkciót vezetett be a nagyvállalati felhasználók számára, mint például az Advanced Link Tracking, Dynamic Watermarking és Link Activity Report funkciók. Az új funkciók részeként a Tresorit bevezette a Tresorit for Gmail és a Tresorit for Outlook szolgáltatást is, amelynek révén a Tresoritot a népszerű email alkalmazásokkal egyszerűen lehet egyszerre használni.
Annak érdekében, hogy ügyfelei megfeleljenek különböző adatvédelmi előírásoknak, a Tresorit támogatja ügyfeleit a GDPR, HIPAA, CCPA, TISAX, FINRA és ITAR előírásoknak való megfelelésben. A Tresorit megújította az ISO 27001-es tanúsítványát is, hogy a biztonsági szintjét továbbra is magas színvonalon tartsa.
2021 júliusában a Tresoritot felvásárolta a Svájci Posta, amelynek köszönhetően a cég tovább bővítheti jelenlétét a német nyelvű fő piacokon, beleértve Németországot, Ausztriát és Svájcot.

## Befektetés
2012-ben a Tresorit kb. 455 millió forintos (1 700 000 $) befektetést kapott a Euroventures IV kockázati tőkebefektető alaptól és kilenc magánbefektetőtől. 2014-ben a vállalat ismét tőkét emelt kb. 800 millió forint értékben (3 000 000 $), szintén az Euroventures és két az előző tőkeemelési körben is részt vevő magánbefektető, Andreas Kemi és Szőke Márton részvételével. 2017-ben stratégiai tanácsadóként és befektetőként csatlakozott Anka Márton, a LogMeIn társalapítója.

## Technológia
A Tresorit minden egyes fájlt AES 256 titkosítással véd. A Tresorit végpontok közötti titkosításával minden fájl és a felhasználói eszközökön lévő releváns metaadatok egyedi, véletlenszerűen generált titkosítási kulcsokkal vannak titkosítva.
Ezeket a kulcsokat soha nem küldik el titkosítatlan formában a Tresorit szervereire. A fájlok elérése csak a felhasználó egyedi, privát dekódoló kulcsával lehetséges.
A Tresorit véletlenszerű kulcsokat használ minden egyes fájlhoz és véletlenszerű IV-ket a fájl minden egyes verziójához. Ennek eredménye, hogy két azonos fájl a titkosítás után teljesen másképp néz ki. Ennek következtében a Tresorit illetve bárki más számára is lehetetlenné válik, hogy összehasonlítsa és egyeztesse őket.
A zero knowledge rendszere miatt a Tresorit nem tárol jelszavakat, csak a felhasználó férhet hozzá saját jelszavához. Az üzleti Tresorit-fiók adminisztrátorai kivételes esetekben visszaállíthatják a jelszavakat, de azokhoz soha nem férhetnek hozzá.

## A hack-verseny
2013 és 2014 között a Tresorit 10 000 dollárt ajánlott annak a szakértőnek, aki feltöri a Tresorit titkosítását. Ezt az összeget 50 000 dollárra emelték, azonban így sem törték fel a 468 napos periódus alatt. 49 szervezettől érkeztek jelentkezők, 238 országból, többek között az MIT, Stanford, Caltech vagy a Harvard diákjai.

## Díjak
2012-ben a Global Security Challenge nemzetközi start-up versenyen az alapítók a Legjobb Titkosítási Termékötlet Európában címet szerezték meg. 2013-ban a BME Pro Progressio Innováció Díját kapták meg a felhő alapú rejtjelezett adattároló- és megosztó rendszerükért. 
2014-ben a Tresorit kapta a Magyar Innovációs Szövetség Start-up Innovációs díját és a EuroCloud Magyarország Legjobb Felhő Szolgáltatónak járó fődíját.
2016-ban az Lám István (ügyvezető igazgató) bekerült a nemzetközi Forbes 30 Under 30, technológiai cégek ígéretes, fiatal vezetőit bemutató listájába.
2017-ben megkapták az IVSZ (Informatikai, Távközlési és Elektronikai Vállalkozások Szövetsége) Év Innovációja díját, gyors növekedésüket pedig a Deilotte Fast 50 Central Europe díja ismerte el. 
2019-ben a Tresoritot a Stratus Awards-on a felhőalapú számítástechnika globális vezetőjének nevezték.
2020-ban a Tresorit a Gartner Peer Insights Customers' Choice 2020 Content Collaboration Tools nevet kapta, és a Financial Times 2020-as FT1000-es listáján az ötödik leggyorsabban növekvő európai kiberbiztonsági vállalatként szerepelt.